# 班班 (丹轆省)

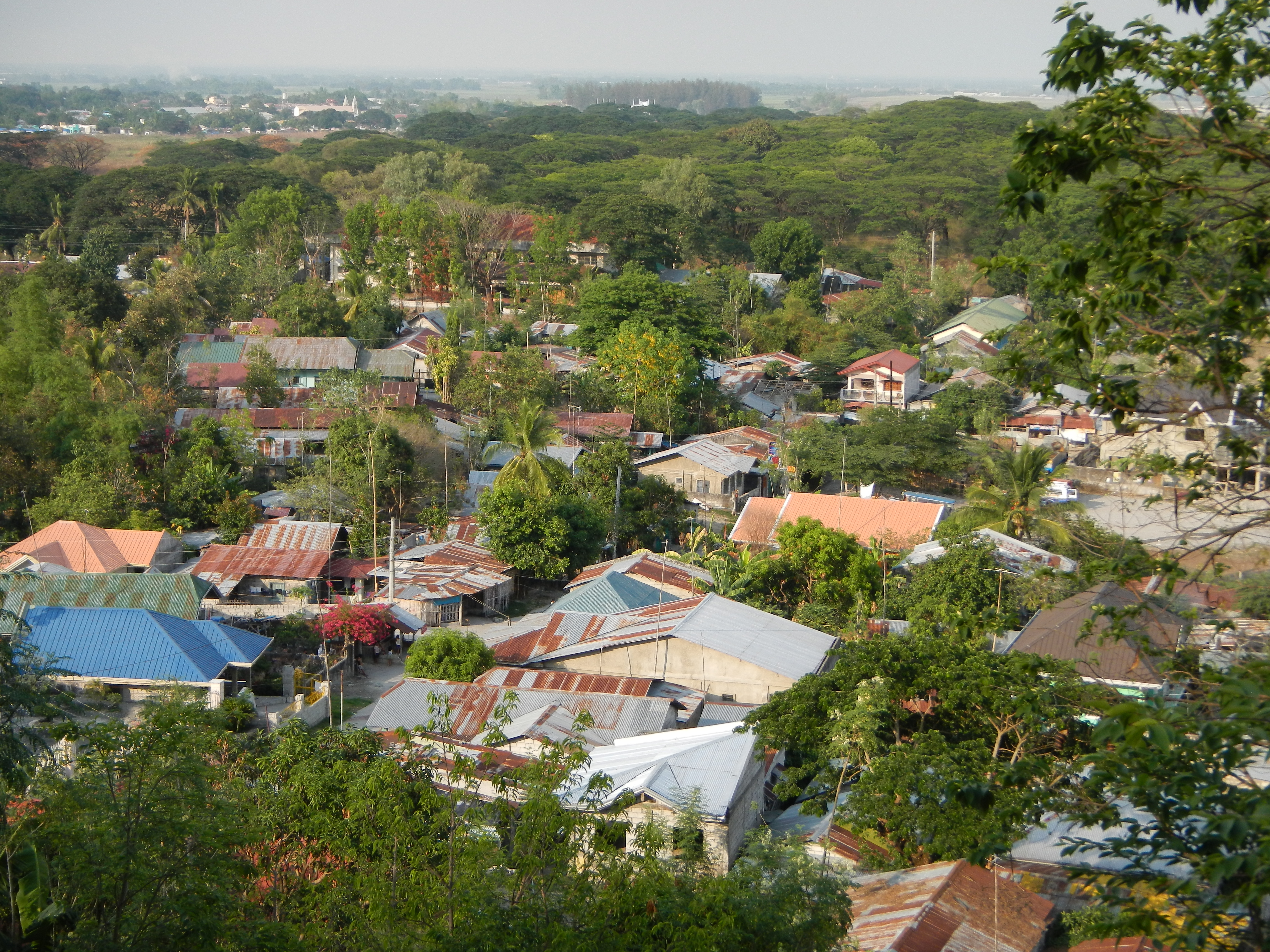
班班

班班是菲律宾打拉省城市，始建于1710年，距首都马尼拉99公里，距省会打拉市25公里。2020年人口为78,260人。2022年，菲律宾华裔女性郭华萍当选为班班市市长。2024年3月，菲律宾警方突袭了该地的一个诈骗园区，解救了约800名从事诈骗的菲律宾人和其他国家的公民。